# Moto armonico parametrico
Il moto armonico parametrico è il moto descritto da un oscillatore parametrico, un moto armonico smorzato eccitato parametricamente: cioè i cui parametri, cioè le frequenze, oscillino a loro volta nel tempo con lo stesso periodo {\displaystyle T} (sempre non dipendendo dallo stato dall'oscillatore).
Dev'essere chiaro fin dall'inizio che l'amplificazione di eccitazione parametrica differisce da quella della forzatura, anche negli effetti di risonanza.
La sua equazione del moto sarà pur sempre lineare in {\displaystyle x}:
{\displaystyle {\ddot {x}}+\omega _{S}(t){\dot {x}}+\omega _{N}(t)^{2}x=0.}
Possiamo inoltre dire fin dall'inizio che l'analisi di Floquet mostra che se i parametri di una equazione differenziale del second'ordine variano periodicamente, le soluzioni devono variare sinusoidalmente o esponenzialmente.
- Un semplice oscillatore parametrico meccanico è da un pendolo semplice eccitato, come ad esempio fa intuitivamente un bambino su un'altalena: il periodico spostamento del centro di massa (ma l'oscillazione sull'altalena non viene mantenuta e/o amplificata tramite spostamento del centro di massa: è invece conseguenza della conservazione del momento angolare) causa in ultima analisi l'ampliamento di un'oscillazione precedente del sistema (ottenibile ad esempio, con una spinta) attraverso il cambiamento del suo momento di inerzia, quindi della frequenza di risonanza.  Facendo ciò partendo dallo stato di quiete, invece, non arrivano da nessuna parte.[1][2]

- Sono utilizzati in elettrotecnica come amplificatori, detti paramp, eventualmente sfruttando anche la forzatura, come nei mixer, interferendoli costruttivamente con un forte segnale locale di un altro oscillatore guida. Un oscillatore parametrico semplice qui è un circuito LC ad esempio a condensatore variabile sinusoidalmente, mentre uno reale è sempre smorzato da una certa resistenza elettrica (circuito RLC), ragione pratica per cui non tratteremo il moto parametrico semplice. Il meccanismo è il seguente: un condensatore viene dapprima caricato finché la sua tensione uguagli quella di un segnale debole in entrata, quindi la sua capacità C viene ridotta, se a piatti paralleli semplicemente allontanandoli o per un più diffuso diodo varicap applicandogli una tensione continua variabile nel tempo con un altro oscillatore "pompa". In base alla definizione di capacità allora la tensione attraverso il condensatore aumenterà, e il segnale risultante in uscita conterrà frequenze che sono somme o differenze dei segnali in input (f1) e del segnale pompato (f2): (f1 +  f2) e (f1 - f2). Un paramp necessita quindi delle seguenti connessioni: una per il "comune" o "terra", uno per alimentare la pompa, uno per estrarre l'output, e forse un quarto per la sua polarizzazione. Un amplificatore parametrico ha poi bisogno di una quinta porta per l'input del segnale da amplificare. Poiché un varicap ha solo due connessioni, può solo essere una parte di un circuito LC con quattro autovettori con i nodi sulle connessioni. Ciò può essere implementato come un Convertitore corrente-tensione, un Travelling wave tube o per mezzo di un circolatore. In elettronica a microonde vi è infine un oscillatore basato su guida d'onda/YAG.

- Sono stati sviluppati anche come amplificatori ottici a basso rumore, specialmente nel range di frequenza delle microonde e onde radio. Il rumore termico è minimizzato, poiché a variare è una reattanza non resistiva. Un altro uso comune è la conversione di frequenza per esempio dalle audio- alle radiofrequenze o per convertire un'onda ottica laser in onde di frequenza minore.

## Storia
Faraday nel 1831 fu il primo ad osservare il fenomeno, in campo meccanico vedendo oscillazioni di una frequenza eccitarsi per effetto di forze di doppia frequenza, nelle increspature di un bicchiere di vino eccitato per "suonare".  Melde nel 1859 generò oscillazioni parametriche acustiche in una corda impiegando un diapason per variare periodicamente la tensione al doppio della frequenza di risonanza della corda. Furono finalmente trattate dapprima come un fenomeno generale da John William Strutt Rayleigh negli anni 1883-1887, i cui fogli sono ancora attualmente quasi leggibili.
Gli amplificatori parametrici elettronici (paramps) cominciarono ad essere usati negli anni 1913-1915 per la radio telefonia da Berlino a Vienna e Mosca, ed erano creduti nel 1916 da Ernst Alexanderson avere un futuro certo.  I primi paramps variavano le induttanze, ma da allora sono stati sviluppati altri metodi, ad esempio, i diodi varicap, tubi klystron, le giunzioni Josephson e i suddetti metodi ottici.
I paramps erano comunemente usati a causa del loro basso rumore: infatti un condensatore variabile aggiunge pochissimo rumore al segnale. Per molto tempo nessuno poté raggiungere la loro curva di rumore o le basse correnti in input. Gli amplificatori parametrici sono però divenuti obsoleti con l'avvento degli HEMT e MESFET, le configurazioni scelte nei moderni amplificatori a basso rumore.
Bob Pease scrisse in EDN che il primo op-amp parametrico di successo planetario (l'amplificatore a ponte varicap Philbrick P2) utilizzava 4 varicap nel suo input.

## Moto armonico parametrico smorzato
Il moto armonico parametrico smorzato è il moto di un oscillatore parametrico non forzato da forze esterne.
Cominciamo a riassumere le due frequenze con un cambio di variabili:
{\displaystyle q(t)\ {\stackrel {\mathrm {def} }{=}}\ e^{D(t)}x(t)}
dove {\displaystyle D(t)} è un integrale nel tempo dello smorzamento:
{\displaystyle D(t)\ {\stackrel {\mathrm {def} }{=}}\ {\frac {1}{2}}\int ^{t}d\tau \ \omega _{S}(\tau ).}
L'equazione si può quindi riscrivere:
{\displaystyle {\ddot {q}}+\Omega ^{2}(t)q=0}
Dove la pulsazione trasformata è
{\displaystyle \Omega ^{2}(t)=\omega _{N}^{2}(t)-{\frac {{\dot {\omega }}_{S}}{2}}-{\frac {1}{4}}\omega _{S}^{2}.}
In generale, le perturbazioni su frequenza e smorzamento sono relativamente piccole
{\displaystyle \omega _{S}(t)=\omega _{0}\left[b+g(t)\right]}
{\displaystyle \omega _{N}^{2}(t)=\omega _{0}^{2}\left[1+h(t)\right]}
dove {\displaystyle \omega _{0}} e {\displaystyle b\omega _{0}} sono costanti: rispettivamente frequenza di pompamento e smorzamento medi nel tempo. La pulsazione trasformata può essere così riscritta:
{\displaystyle \Omega ^{2}(t)=\omega _{NS}^{2}\left[1+f(t)\right],}
dove {\displaystyle \omega _{NS}} è la frequenza naturale dell'oscillatore armonico smorzato
{\displaystyle \omega _{NS}^{2}\ {\stackrel {\mathrm {def} }{=}}\ \omega _{0}^{2}\left(1-{\frac {b^{2}}{4}}\right)}
e
{\displaystyle \omega _{NS}^{2}f(t)\ {\stackrel {\mathrm {def} }{=}}\ \omega _{0}^{2}\left\{h(t)-{\frac {1}{2\omega _{0}}}\left({\frac {dg}{dt}}\right)-{\frac {b}{2}}g(t)-{\frac {1}{4}}g^{2}(t)\right\}.}
Quindi, la nostra equazione trasformata può essere di nuovo riscritta:
{\displaystyle {\frac {d^{2}q}{dt^{2}}}+\omega _{NS}^{2}q=-\omega _{NS}^{2}f(t)q}
Si tratta di un esempio di equazione di Hill. Se {\displaystyle f(t)} è una semplice sinusoide, l'equazione viene chiamata equazione di Mathieu. Essa rappresenta un oscillatore armonico smorzato (come un filtro passa banda) guidato da un'eccitazione (parametrica) {\displaystyle -\omega _{NS}^{2}f(t)q} proporzionale alla propria risposta {\displaystyle q}.
Da notare che le variazioni indipendenti {\displaystyle g(t)} e {\displaystyle h(t)} nello smorzamento e frequenza di risonanza, rispettivamente, possono essere combinate in una singola funzione forzante {\displaystyle f(t)}. La conclusione è che ogni forma di eccitazione parametrica può essere compiuta variando sia la frequenza di risonanza che lo smorzamento, o entrambi.

### Soluzione dell'equazione trasformata
Si assuma che {\displaystyle f(t)} sia sinusoidale, e specificamente:
{\displaystyle f(t)=f_{0}\sin 2\omega _{P}t}
Dove la frequenza di pompamento {\displaystyle 2\pi \omega _{P}\approx 2\pi \omega _{NS}} ma non deve uguagliarla esattamente. La soluzione {\displaystyle q(t)} della nostra equazione trasformata può scriversi:
{\displaystyle q(t)=A(t)\cos \omega _{P}t+B(t)\sin \omega _{P}t}
dove abbiamo fattorizzato i componenti che variano rapidamente ({\displaystyle \cos \omega _{P}t} e {\displaystyle \sin \omega _{P}t}) per isolare le ampiezze che variano lentamente {\displaystyle A(t)} e {\displaystyle B(t)}.  Questo corrisponde al metodo di variazione dei parametri di Laplace.
Sostituendo questa soluzione nell'equazione trasformata e conservando soltanto i termini di prim'ordine in {\displaystyle f_{0}\ll 1} arriviamo a due equazioni accoppiate
{\displaystyle 2\omega _{P}{\frac {dA}{dt}}=\left({\frac {f_{0}}{2}}\right)\omega _{NS}^{2}A-\left(\omega _{P}^{2}-\omega _{NS}^{2}\right)B}
{\displaystyle 2\omega _{P}{\frac {dB}{dt}}=-\left({\frac {f_{0}}{2}}\right)\omega _{NS}^{2}B+\left(\omega _{P}^{2}-\omega _{NS}^{2}\right)A}
Possiamo disaccoppiarle e risolverle con un cambio di variabile
{\displaystyle A(t)\ {\stackrel {\mathrm {def} }{=}}\ r(t)\cos \theta (t)}
{\displaystyle B(t)\ {\stackrel {\mathrm {def} }{=}}\ r(t)\sin \theta (t)}
che porta all'equazione
{\displaystyle {\frac {dr}{dt}}=\left(\alpha _{\mathrm {max} }\cos 2\theta \right)r}
{\displaystyle {\frac {d\theta }{dt}}=-\alpha _{\mathrm {max} }\left[\sin 2\theta -\sin 2\theta _{\mathrm {eq} }\right]}
dove abbiamo definito per brevità
{\displaystyle \alpha _{\mathrm {max} }\ {\stackrel {\mathrm {def} }{=}}\ {\frac {f_{0}\omega _{NS}^{2}}{4\omega _{P}}}}
{\displaystyle \sin 2\theta _{\mathrm {eq} }\ {\stackrel {\mathrm {def} }{=}}\ \left({\frac {2}{f_{0}}}\right)\varepsilon }
e lo sfasamento
{\displaystyle \varepsilon \ {\stackrel {\mathrm {def} }{=}}\ {\frac {\omega _{P}^{2}-\omega _{NS}^{2}}{\omega _{NS}^{2}}}}
L'equazione in {\displaystyle \theta } non dipende da {\displaystyle r}, e la linearizzazione vicino alla sua posizione di equilibrio {\displaystyle \theta _{\mathrm {eq} }} mostra che {\displaystyle \theta } decade esponenzialmente al proprio equilibrio
{\displaystyle \theta (t)=\theta _{\mathrm {eq} }+\left(\theta _{0}-\theta _{\mathrm {eq} }\right)e^{-2\alpha t}}
dove la costante di decadimento
{\displaystyle \alpha \ {\stackrel {\mathrm {def} }{=}}\ \alpha _{\mathrm {max} }\cos 2\theta _{\mathrm {eq} }}.
In altre parole, la fase dell'oscillatore parametrico si blocca al segnale forzato {\displaystyle f(t)}.
Ponendo {\displaystyle \theta (t)=\theta _{\mathrm {eq} }} (per esempio assumendo che la fase sia stata bloccata), l'equazione in {\displaystyle r} diviene:
{\displaystyle {\frac {dr}{dt}}=\alpha r}
la cui soluzione è {\displaystyle r(t)=r_{0}e^{\alpha t}}; l'ampiezza della oscillazione {\displaystyle q(t)} diverge esponenzialmente.  Comunque, l'ampiezza {\displaystyle R(t)} corrispondente della variabile {\displaystyle x\ {\stackrel {\mathrm {def} }{=}}\ qe^{-D(t)}} non trasformata non diverge
{\displaystyle R(t)=r(t)e^{-D(t)}=r_{0}e^{\alpha t-D(t)}}
L'ampiezza {\displaystyle R(t)} diverge, decade o rimane costante, a seconda che rispettivamente {\displaystyle \alpha t} sia maggiore, minore o uguale a {\displaystyle D(t)}.
Il massimo tasso di amplificazione si manifesta quando {\displaystyle \omega _{P}=\omega _{NS}}.  A questa frequenza, la fase di equilibrio {\displaystyle \theta _{\mathrm {eq} }} è nulla, implicando che {\displaystyle \cos 2\theta _{\mathrm {eq} }=1} and {\displaystyle \alpha =\alpha _{\mathrm {max} }}.  Variando {\displaystyle \omega _{P}} da {\displaystyle \omega _{NS}}, {\displaystyle \theta _{\mathrm {eq} }} si porta lontano dallo zero e da {\displaystyle \alpha <\alpha _{\mathrm {max} }}, quindi l'ampiezza cresce più lentamente. Per deviazioni sufficientemente grandi di {\displaystyle \omega _{P}}, la costante di decadimento {\displaystyle \alpha } può divenire puramente immaginaria dato che:
{\displaystyle \alpha =\alpha _{\mathrm {max} }{\sqrt {1-\left({\frac {2}{f_{0}}}\right)^{2}\varepsilon ^{2}}}}
Se lo sfasamento {\displaystyle \varepsilon } oltrepassa {\displaystyle f_{0}/2}, {\displaystyle \alpha } diviene puramente immaginario e {\displaystyle q(t)} varia sinusoidalmente. Utilizzando la definizione dello sfasamento {\displaystyle \varepsilon }, la frequenza di forzamento {\displaystyle 2\omega _{P}} dev'essere compresa tra {\displaystyle 2\omega _{NS}{\sqrt {1-{\frac {f_{0}}{2}}}}} e {\displaystyle 2\omega _{NS}{\sqrt {1+{\frac {f_{0}}{2}}}}} per realizzare la crescita esponenziale di {\displaystyle q}. Lo sviluppo delle radici in serie binomiale mostra che la distribuzione delle frequenze di forzamento che risulta nella crescita esponenziale {\displaystyle q} è approssimativamente {\displaystyle \omega _{NS}f_{0}}.

### Risonanza parametrica
Se ne darà con il seguente sottoparagrafo una derivazione intuitiva. Si consideri che {\displaystyle q(t)=A\cos \omega _{P}t} abbia già un'oscillazione alla frequenza {\displaystyle \omega _{P}} e che la forzatura {\displaystyle f(t)=f_{0}\sin 2\omega _{P}t} abbia frequenza doppia ed un'ampiezza piccola {\displaystyle f_{0}\ll 1}. Applicando una identità trigonometrica per prodotti di sinusoidi, il loro prodotto {\displaystyle q(t)f(t)} produce due segnali guida, uno alla frequenza {\displaystyle \omega _{P}} e l'altro alla frequenza {\displaystyle 3\omega _{P}}:
{\displaystyle f(t)q(t)={\frac {f_{0}}{2}}A\left(\sin \omega _{P}t+\sin 3\omega _{P}t\right)}
Essendo fuori risonanza, il segnale {\displaystyle 3\omega _{P}} è attenuato e può essere inizialmente trascurato. Al contrario, il segnale {\displaystyle \omega _{P}} è in risonanza, serve all'amplificazione di {\displaystyle q} ed è proporzionale all'ampiezza {\displaystyle A}.  Perciò l'ampiezza di {\displaystyle q} cresce esponenzialmente a meno che non sia inizialmente nulla.
Espressa nello spazio di Fourier, la moltiplicazione {\displaystyle f(t)q(t)} è una convoluzione delle loro trasformate di Fourier {\displaystyle {\tilde {F}}(\omega )} e {\displaystyle {\tilde {Q}}(\omega )}.  Il feedback positivo si innesca poiché la componente {\displaystyle +2\omega _{P}} di {\displaystyle f(t)} converte la componente {\displaystyle -\omega _{P}} di {\displaystyle q(t)} in un segnale guida a {\displaystyle +\omega _{P}}, e viceversa (scambiare i segni). Ciò spiega perché la frequenza di forzatura debba essere vicina al valore {\displaystyle 2\omega _{NS}}, due volte la frequenza dell'oscillatore armonico forzato. La forzatura ad una frequenza significativamente diversa non si accoppierebbe (cioè provocherebbe un feedback mutuamente positivo) tra le componenti {\displaystyle -\omega _{P}} e {\displaystyle +\omega _{P}} di {\displaystyle q(t)}.
Notevolmente quindi se i parametri variano con frequenza doppia rispetto alla quella naturale {\displaystyle -\omega _{N}S} dell'oscillatore, la fase dell'oscillatore si lega alla variazione parametrica e assorbe energia ad un tasso proporzionale all'energia che già possiede. Idealmente, cioè senza un meccanismo di smorzamento che lo compensi legato a {\displaystyle \omega _{S}}, l'ampiezza di oscillazione crescerebbe esponenzialmente esattamente come nel moto armonico forzato.  In ogni caso, se l'ampiezza iniziale è nulla, tale rimane; questo la distingue dalla risonanza armonica nella quale l'ampiezza cresce linearmente nel tempo senza legami con lo stato iniziale.
Per piccole ampiezze e attraverso la linearizzazione, la stabilità della soluzione periodica è data dalla:
{\displaystyle {\ddot {u}}+(a+B\cos t)u=0\ }
dove {\displaystyle u} è una qualche perturbazione dalla soluzione periodica. Qui il termine {\displaystyle B\ \cos(t)} agisce come ‘fonte di energia’ ed è considerato eccitare parametricamente il sistema. L'equazione di Mathieu descrive molti altri sistemi fisici nei termini di una eccitazione parametrica.

## Moto armonico parametrico smorzato forzato alla frequenza risonante principale
L'equazione dell'oscillatore parametrico può essere estesa aggiungendo un'accelerazione forzante esterna {\displaystyle a_{F}(t)}:
{\displaystyle {\ddot {x}}+\omega _{S}(t){\dot {x}}+\omega _{N}^{2}(t)x=a_{F}(t).}
Supponiamo che lo smorzamento {\displaystyle D} sia sufficientemente forte che, in assenza della forzante {\displaystyle a_{F}}, l'ampiezza delle oscillazioni parametriche non diverga, cioè che {\displaystyle \alpha t<D}. In questa situazione, il pompaggio parametrico agisce per abbassare lo smorzamento effettivo del sistema. Per esemplificarlo, sia consideri costante lo smorzamento {\displaystyle \omega _{S}(t)=\omega _{0}b} e si assuma che la forzante esterna sia alla frequenza di risonanza principale {\displaystyle \omega _{0}}, quindi {\displaystyle a_{F}(t)=a_{F0}\sin \omega _{0}t}.  L'equazione diventa
{\displaystyle {\ddot {x}}+b\omega _{0}{\dot {x}}+\omega _{0}^{2}\left[1+h_{0}\sin 2\omega _{0}t\right]x=a_{F0}\sin \omega _{0}t}
la cui soluzione è approssimativamente
{\displaystyle x(t)={\frac {2a_{F0}}{\omega _{0}^{2}\left(2b-h_{0}\right)}}\cos \omega _{0}t.}
Quando {\displaystyle h_{0}} avvicina la soglia {\displaystyle 2b}, l'ampiezza diverge.  Quando {\displaystyle h\geq 2b}, il sistema entra in risonanza parametrica e l'ampiezza comincia a crescere esponenzialmente, anche in assenza di una accelerazione guida {\displaystyle a_{F}(t)}.